# Zakażenie kropelkowe
Zakażenie kropelkowe – droga szerzenia się chorób zakaźnych, w której infekcja przenosi się od osobnika (np. człowieka) chorego (lub nosiciela) na zdrowego, w wyniku rozpryskiwania w powietrzu śliny oraz wydzieliny pochodzącej z jamy nosowej, które przyczepiając się do drobnych kropelek śluzu (20-300 mikrometrów średnicy) są rozpylane do otaczającego powietrza w czasie kaszlu, kichania i mówienia. Następnie jest wdychana przez drogi oddechowe osoby zdrowej, które stają się wrotami zakażenia.